# St. Wendelinbrücke
Die St.-Wendelin-Brücke ist eine kleine, auf die zweite Hälfte des 12. Jahrhunderts zurückgehende Brücke über den Elbbach. Sie befindet sich in Niederhadamar in der Stadt Hadamar im hessischen Landkreis Limburg-Weilburg. Sie ist wahrscheinlich die älteste Steinbrücke in Hessen.
Die Brücke ist dem heiligen Wendelin geweiht, der in katholischen Gebieten als Schutzpatron der Hirten, Landleute, Bauern, Tagelöhner und Landarbeiter verehrt wird. Wendelin gilt auch als Nothelfer gegen die Pest. Wahrscheinlich in diesem Zusammenhang wurde vor 1496 der Sankt-Wendelin-Bildstock bei der Brücke gebaut.
Die Brücke wurde über einer Furt errichtet, die im Mittelalter einen wichtigen Verkehrsknoten darstellte. Hier trafen sich die Via Regia von Köln nach Frankfurt am Main und die Straße von Siegen nach Mainz. Diese Straßen überquerten dann auf der alten Lahnbrücke in Limburg die Lahn. Auch die Straße von Koblenz nach Wetzlar überquerte hier den Elbbach.
Heute ist die St.-Wendelin-Brücke eine Kreisstraßenbrücke des Landkreises Limburg-Weilburg, die nicht mehr vom Fernverkehr genutzt wird. Sie verbindet die Orte Niederhadamar und Offheim.

## Erscheinungsbild
Das Erscheinungsbild der Brücke ist durch mehrere Bauphasen sehr uneinheitlich.
Die Bogenbrücke verfügt über zwei ungleiche Bögen. Von Oberstrom aus gesehen misst der linke Bogen 8,40 Meter und der rechte 5,10 Meter. Beim größeren Bogen handelt es sich um einen regelmäßigen Segmentbogen. Er ruht direkt auf dem natürlich anstehenden Kalkfelsen. Er ist einheitlich mit Schalstein aus dem Offheimer Wald gemauert. Der kleinere Bogen ist wahllos aus verschiedenen Natur- und Ziegelsteinen errichtet, nur die äußere Steinreihe ist optisch dem größeren Bogen angeglichen. Der kleinere Bogen ruht auf einem gemauerten Widerlager mit Balkenrost und Kolkriegel.
Zwischen beiden Bögen steht ein Pfeiler von 2,70 Meter Breite. Auf der Oberstromseite verfügt der Pfeiler über einen Eisbrecher von 2,10 Meter, auf der Unterstromseite über einen Vorkopf von 1,40 Meter Länge, der bis zur Brüstungsoberkante reicht. Der Pfeiler ist aus Kalkstein errichtet.
Den höchsten Punkt hat die Brücke etwa im Scheitel des größeren Bogens, von dort fällt sie etwa 0,30 Meter nach links und 1,20 Meter nach rechts ab.
Die Fahrbahnbreite auf der Brücke beträgt an der engsten Stelle etwa 2,75 Meter und wächst an den Brückenenden auf etwa 4 Meter an. Die jeweils 0,5 Meter breiten Brüstungen sind aus Kalkstein gemauert, eine Erhöhung wurde mit Basaltbruchsteinen vorgenommen.

## Geschichte
Archäologische Funde deuten an, dass die natürliche Elbbachfurt bereits in der Hallstattzeit genutzt wurde.
Die genaue Geschichte der Brücke ist anhand von Urkunden nur bedingt nachzuvollziehen, da keine Unterlagen über den Bau mehr existieren und in den vorhandenen Urkunden die Brücke fast nur sekundär erwähnt wird.
Im Jahr 1367 wird in einem Register der Zisterzienser der „stege versus ufhem“ (Steg/Brücke Richtung Offheim) erwähnt. Dieses Register ist mit hoher Wahrscheinlichkeit eine Abschrift eines Verzeichnisses, das um 1330 angelegt wurde. Die Zisterzienser aus Kloster Eberbach besaßen Güter in Niederhadamar.
Im Jahr 1496 wird erstmals der St.-Wendel-Bildstock schriftlich erwähnt. Im Sprachgebrauch bürgert sich in den nächsten Jahren für die Flur der Name Wendelfeld ein.
Ab dem Jahr 1513 liegen ununterbrochen Berichte über die Brücke vor. In diesem Jahr wird die Brücke erstmals als St.-Wendelin-Brücke bezeichnet.
Das calvinistische Dorf Niederhadamar beschwert sich 1592 beim Diezer Schultheiß, dass die katholischen Einwohner von Elz „unserer Brücke halber“ Flurprozessionen in der Niederhadamarer Gemarkung veranstalten. Dieses ist die einzige ältere Urkunde, in der die Brücke nicht nur beiläufig als Landmarke erwähnt wird.
Nach Unterlagen des Thurn- und Taxis-Archiv in Regensburg wurde die Brücke von 1628 bis 1739 für die Postlinie von Frankfurt nach Köln genutzt. 1722 wurde eine Verlegung der Poststrecke erwogen. In einem Schreiben weist der nassau-siegensche Amtmann Emmermann darauf hin, dass er eine „neue Brücke“ habe bauen lassen. Nach der Verlegung der Poststrecke sinkt die Bedeutung der Brücke.
1981 wurde die Brücke wegen Baufälligkeit für den Verkehr gesperrt. Landwirte besetzten daraufhin das Bauwerk und forderten die Instandsetzung. Der Landkreis Limburg-Weilburg sah sich jedoch nicht in der Lage, die veranschlagten 500.000 Mark aufzubringen. Nach langen Diskussionen sagt der hessische Finanzminister Heribert Reitz (selbst in Offheim geboren) 400.000 Mark aus der Landeskasse für die Instandsetzung des Kulturdenkmales zu. Die Arbeiten fanden 1983 statt. Dabei wurde die Brücke bauhistorisch genau untersucht.

## Ergebnis der Untersuchung

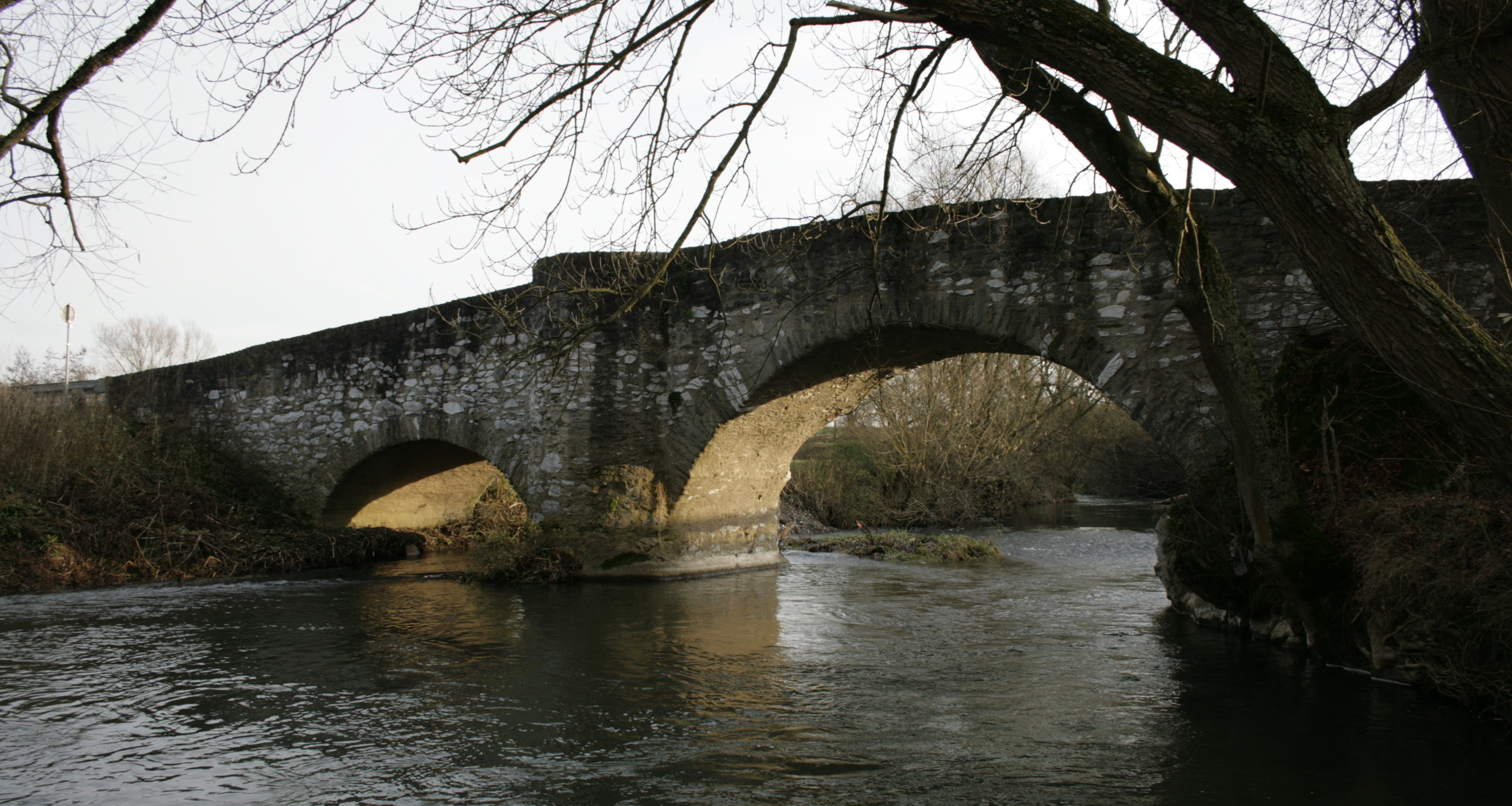
St. Wendelinbrücke, stromauf aus Richtung Niederhadamar gesehen

Auffällig war zu Beginn der Untersuchungen, dass in Registern der Eberbach Zisterzienser zwischen 1367 und 1439 ein „Stegwert“ in Niederhadamar erwähnt wird. (Steg (mittelhochdeutsch) = schmaler erhöhter Übergang über ein Gewässer; Wert (mittelhochdeutsch) / werid (althochdeutsch) = freies Land zwischen den Sümpfen.)
Bei der Freilegung der Bögen traten am größeren Bogen erhebliche Abnutzungsspuren zu Tage. Eisenbeschlagene Räder hatten „Gleise“ bis zu 20 Zentimeter Tiefe in den Stein geschliffen. Der größere Bogen muss daher direkt befahren worden sein – nach dem Umfang der Abnutzung zu urteilen über einen längeren Zeitraum.
Unter den größeren Bogen wurde kein Bauholz vorgefunden. Eine dendrochronologische Untersuchung war daher nicht möglich. Stilistische Untersuchungen des Segmentbogens ergaben keine Ähnlichkeit der Konstruktion des größeren Bogens mit anderen Brücken in der Umgebung (Limburg, Runkel, Diez, Hadamar). Vielmehr zeigen sich Ähnlichkeiten mit Bauten der Zisterzienser in Kloster Eberbach (ab 1145) und Kloster Maulbronn (ab 1147). Am Ende des 12. Jahrhunderts wurde der Segmentbogen mit dem Übergang zur Gotik unüblich.
Unter dem kleineren Bogen fanden sich Kolkriegel und Balkenroste aus Buchenholz. Teile des Holzes wurden für eine dendrochronologische Untersuchung entnommen. Das Ergebnis dieser Untersuchung ergab, dass die Bäume für das Holz frühestens im Frühjahr 1440 gefällt wurden und noch im selben Jahr verbaut wurden.
Das Ergebnis der Untersuchung zeigt, dass der größere und der kleinere Bogen zeitlich getrennt voneinander errichtet wurden. Der größere Bogen ist der ältere der beiden Bögen, er wurde von Bauleuten der Zisterzienser in der zweiten Hälfte des 12. Jahrhunderts errichtet. Der Bogen wurde beidseitig mit Rampen angeschüttet und der Verkehr fuhr direkt auf dem Bogen. Wahrscheinlich nach einem Hochwasser um das Jahr 1440 wurden der kleinere Bogen und der Pfeiler errichtet. Ende des 15. Jahrhunderts werden eine niedrige Brüstung, der Eisbrecher und der Vorkopf ergänzt. Im Jahr 1722 wurde die Poststraße ausgebaut. In diesem Zusammenhang wurde die Brücke gepflastert, die Zufahrten und die Brüstungen wurden erhöht sowie Ausbesserungsarbeiten vorgenommen.

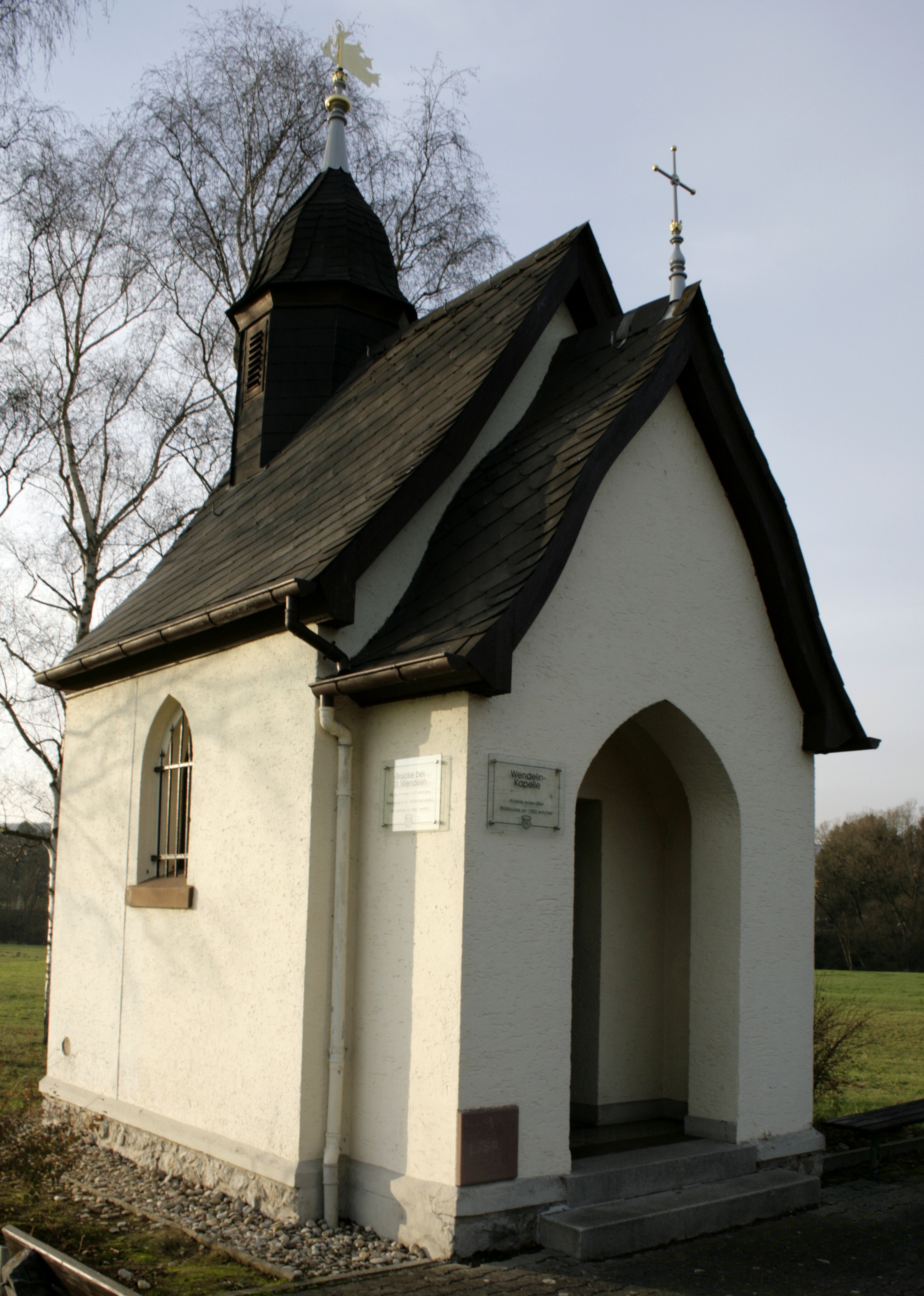
Kapelle St. Wendelin

## Wendelinus-Kapelle
Einige Dutzend Meter neben dem Brückenkopf in Richtung Offheim befindet sich eine St. Wendelin geweihte Kapelle, die um 1900 einen schon vorher bestehenden Bildstock ersetzte. Der Baukörper lässt sich in die Neugotik einordnen. Ein Firstreiter mit Glocke schmückt das Dach. Die flache Vorhalle weist mit ihrem welligen Dach die Formensprache des Jugendstils auf.